# Biografielijst Sr

## Sra
- Jan Šrámek (1870-1956), Tsjecho-Slowaaks katholiek geestelijke en politicus

## Sri
- Paradorn Srichaphan (1979), Thais tennisser
- Tawan Sripan (1971), Thais voetballer
- Tin Sritrai (1989), Thais autocoureur

## Srn
- Darijo Srna (1982), Kroatisch voetballer

## Sru
- Daniela Sruoga (1987), Argentijns hockeyster
- Josefina Sruoga (1990), Argentijns hockeyster